# Einion ab Owain
Einion ab Owain (gestorben 984) war ein mittelalterlicher walisischer Fürst des Hauses Dinefwr. Er war der älteste Sohn und vermutlich der designierte Erbe des Königs Owain von Dyfed, Sohn des Hywel Dda.
Die Fürstenchronik (walisisch Brut y Tywysogion) berichtet, dass Einion König Iago von Gwynedd dabei unterstützte, die Iren und ihre dänischen Verbündeten im  Jahr 966 aus Wales zu vertreiben. Im darauffolgenden Jahr plünderte Einion erneut Gower „unter dem Vorwand“ gegen die Wikinger und ihre Verbündeten vorzugehen.
Dieses Vorgehen rief Vergeltungsmaßnahmen anderer Herrscher hervor.  König Owain von Morgannwg unternahm ebenfalls einen Raubzug und brachte Gower wieder unter seine eigene Kontrolle. König Edgar von England unternahm eine Invasion und zwang Einions Vater Owain ihm in Caerleon upon Usk den Treueeid zu schwören.
Ein dritter Raubzug Einions im Jahre 976 verlief nur wenig besser: es wird berichtet, dass Einion die Gegend, in die er eingefallen war, so arg verwüstete, dass er damit eine  Hungersnot verursachte. Doch Owain ap Morgans Bruder Ithel besiegte ihn und restituierte die von ihm geraubte Beute.
Zu einem nicht näher bestimmbaren Zeitpunkt scheint er Brycheiniog annektiert und an Deheubarth angeschlossen zu haben. Woraufhin König Hywel von Gwynedd – unterstützt durch Ælfhere von Mercia – in den Jahren 980 und 981 in seinen Landen einfiel. Einion besiegte ihn bei Llanwenog und Brycheiniog, doch das Land war arg in Mitleidenschaft gezogen worden durch die Einfälle der feindlichen Heere aus dem Norden und aus England sowie durch einen wikingischen Raubzug auf die Stadt St. Davids in den Jahren 980 oder 982.
Einion verstarb vor seinem Vater. Er wurde bei Pencoed Colwynn von den Männern von Glywysing und Gwent im Jahr 982 oder 984 erschlagen. Seine Ämter wurden von seinem Bruder Maredudd übernommen, anstatt von einem seiner Söhne. Seiner Linie gelang es erst unter Hywel um 1035 erneut den Thronanspruch für sich geltend zu machen.
Einige sind der Meinung, dass der Ortsname Port Eynon oder Einon auf der Gower-Halbinsel auf ihn zurückgeht.

## Kinder
- Gronwy Ap Einion
- Edwin (erschlagen 993)[11]
- Tewdwr (erschlagen 993)[11]
- Cadell, sein Enkel war Rhys ap Tewdwr. Wohl 993 erschlagen.[11]
- Gwladys[11]
- Gwenllian, im allgemeinen, aber wohl fälschlicherweise, wird ihm die Heirat mit Elystan Glodrydd zugeschrieben.
- Marred[11]